# Hennadij Awramenko
Hennadij Wiktorowycz Awramenko (ukr. Геннадій Вікторович Авраменко; ur. 27 maja 1965 we wsi Wołoskiwci) – ukraiński strzelec sportowy. Jako reprezentant ZSRR brązowy medalista olimpijski z Seulu.
Brał udział w dwóch igrzyskach olimpijskich (IO 88 - w barwach ZSRR, IO 96 - jako reprezentant Ukrainy). Po medal w 1988 sięgnął w konkurencji ruchomy cel na dystansie 50 metrów. Na mistrzostwach świata sięgnął po pięć medali w konkurencjach indywidualnych. W barwach ZSRR zdobył srebro w 1990 w mieszanym ruchomym celu na dystansie 50 metrów i brąz w ruchomym celu na dystansie 10 metrów. W 1991 w ruchomym celu na dystansie 10 metrów był drugi. W 1994 dla Ukrainy zdobył srebro w mieszanym ruchomym celu na dystansie 50 metrów oraz brąz w ruchomym celu na dystansie 50 metrów. Na mistrzostwach Europy, w kategorii seniorów, sięgnął po trzy złote medale, cztery srebrne i jeden brązowy.